# Буранджі
Буранджі — рід історичних хронік, написаних ахомською й асамською мовами.

## Історія та зміст
Першу подібну хронічку було написано за вказівкою першого ахомського царя Секафа, який заснував Ахомське царство 1228 року. Багато таких рукописів були написані писарями під керівництвом чиновника, який мав титул лікхакар баруа, й базувались на державних документах, дипломатичному листуванні, судових протоколах тощо. Решта були написані знатними людьми або за їхніми вказівками, часто встановити їхню особу неможливо. Ті документи не лише надають дані про події, але й відображають мову, культуру, суспільні процеси царства. Традиція написання буранджі існувала понад шість століть та зберігалась ще кілька десятиліть після занепаду Ахомського царства.
Буранджі змальовують не лише Ахом, але й сусідні царства (Качарі-, Чхутія- та Тріпура-буранджі) й тих, із ким царство мало дипломатичні та військові контакти (Падшах-буранджі). Вони були написані на корі дерева санчі або алое. Хоча безліч таких буранджі було зібрано й оприлюднено, частина їх все ще перебуває у приватних осіб.
За часів правління Раджесвара Сінгха Кірті Чандра Борбаруа знищив багато буранджі, оскільки він підозрював, що вони містять інформацію про його низьке походження.

## Список відомих буранджі
| No. | Назва                       | Автор                  |
| 1   | Ассам-буранджі              | Хараканта Баруа        |
| 2   | Ассам-буранджі              | Касінатх Тамулі Пхукан |
| 3   | Асамар Падья буранджі       |                        |
| 4   | Ахом буранджі               | Голап Чандра Баруа     |
| 5   | Чхангрунг Пхуканар буранджі |                        |
| 6   | Деодхаї Асам буранджі       |                        |
| 7   | Падшах-буранджі             |                        |
| 8   | Пурані Ассам буранджі       | Хемчандра Госвамі      |
| 9   | Сатасарі Ассам буранджі     |                        |
| 10  | Тунгкхунгіа буранджі        | Срінатх Дуара Барбаруа |